# Hlavenec
V Hlavenci je i Malý vesnický skansen.
Obec Hlavenec se nachází v okrese Praha-východ ve Středočeském kraji. Rozkládá se asi dvacet devět kilometrů severovýchodně od centra Prahy a šest kilometrů severovýchodně od města Brandýs nad Labem-Stará Boleslav. Žije zde 481 obyvatel.

## Historie
První písemná zmínka o obci pochází z roku 1386.
Dominantou obce je barokní lovecký zámek s mansardovou střechou renesančního původu ze 16. století, barokně přestavěn roku 1725 na sýpku, ve 20. století upraven pro účelové využití.
Na návsi stojí zvonička z roku 1815, později přestavěná na kapličku s hasičskou zbrojnicí. U bývalých statků je zachováno několik barokních bran.
V lesích jižně od Hlavence směrem ke Staré Boleslavi a směrem k železniční trati 072 vzniklo v 50. letech 20. století několik továrních objektů. Vojenský útvar 6950 Stará Boleslav (Jaselská kasárna) má severně od kasáren ve Staré Boleslavi v lese dislokované pracoviště Národního střediska velení Vzdušných sil Stará Boleslav (26. pluk velení, řízení a průzkumu, 261. středisko řízení a uvědomování), nedaleko od něj byla v letech 1956-2008 provozovna E n.p. Motorlet s přípojkou z tratě 072 (od roku 1992 TRW-CARR, nyní ZF Passive Safety Czech, Hlavenec č.p. 161) a poblíž D10 (E65) nyní má provozovnu STV GROUP a.s. (zábavní pyrotechnika, PyroPoint, Hlavenec č.p. 159).

### Územněsprávní začlenění
Dějiny územněsprávního začleňování zahrnují období od roku 1850 do současnosti. V chronologickém přehledu je uvedena územně administrativní příslušnost obce v roce, kdy ke změně došlo:
- 1850 země česká, kraj Praha, politický okres Karlín, soudní okres Brandýs nad Labem[7]
- 1855 země česká, kraj Praha, soudní okres Brandýs nad Labem[7]
- 1868 země česká, politický okres Karlín, soudní okres Brandýs nad Labem[7]
- 1908 země česká, politický i soudní okres Brandýs nad Labem[8]
- 1939 země česká, Oberlandrat Mělník, politický i soudní okres Brandýs nad Labem[9]
- 1942 země česká, Oberlandrat Praha, politický i soudní okres Brandýs nad Labem[10]
- 1945 země česká, správní i soudní okres Brandýs nad Labem[11]
- 1949 Pražský kraj, okres Brandýs nad Labem[12]
- 1960 Středočeský kraj, okres Mladá Boleslav[13]
- 2007 Středočeský kraj, okres Praha-východ[14]

### Rok 1932
V obci Hlavenec (476 obyvatel) byly v roce 1932 evidovány tyto živnosti a obchody: 2 obchody s cukrovinkami, 2 hostince, kolář, 2 kováři, obchod s ovocem a zeleninou, 3 pekaři, 2 rolníci, řezník, 3 obchody se smíšeným zbožím, spořitelní a záložní spolek pro Hlavenec, trafika, obchod se zemskými plodinami.

## Pamětihodnosti
- Zámek Hlavenec – původně lovecký zámeček z doby Rudolfa II., později upravován a využíván k různým účelům
- myslivna – ze 16. století, upravena na konci 18. století
- brány u statků – několik pozdně barokních z doby kolem roku 1800
- kaple – na návsi, z roku 1815, s věží

### Pomník císaře Karla VI.

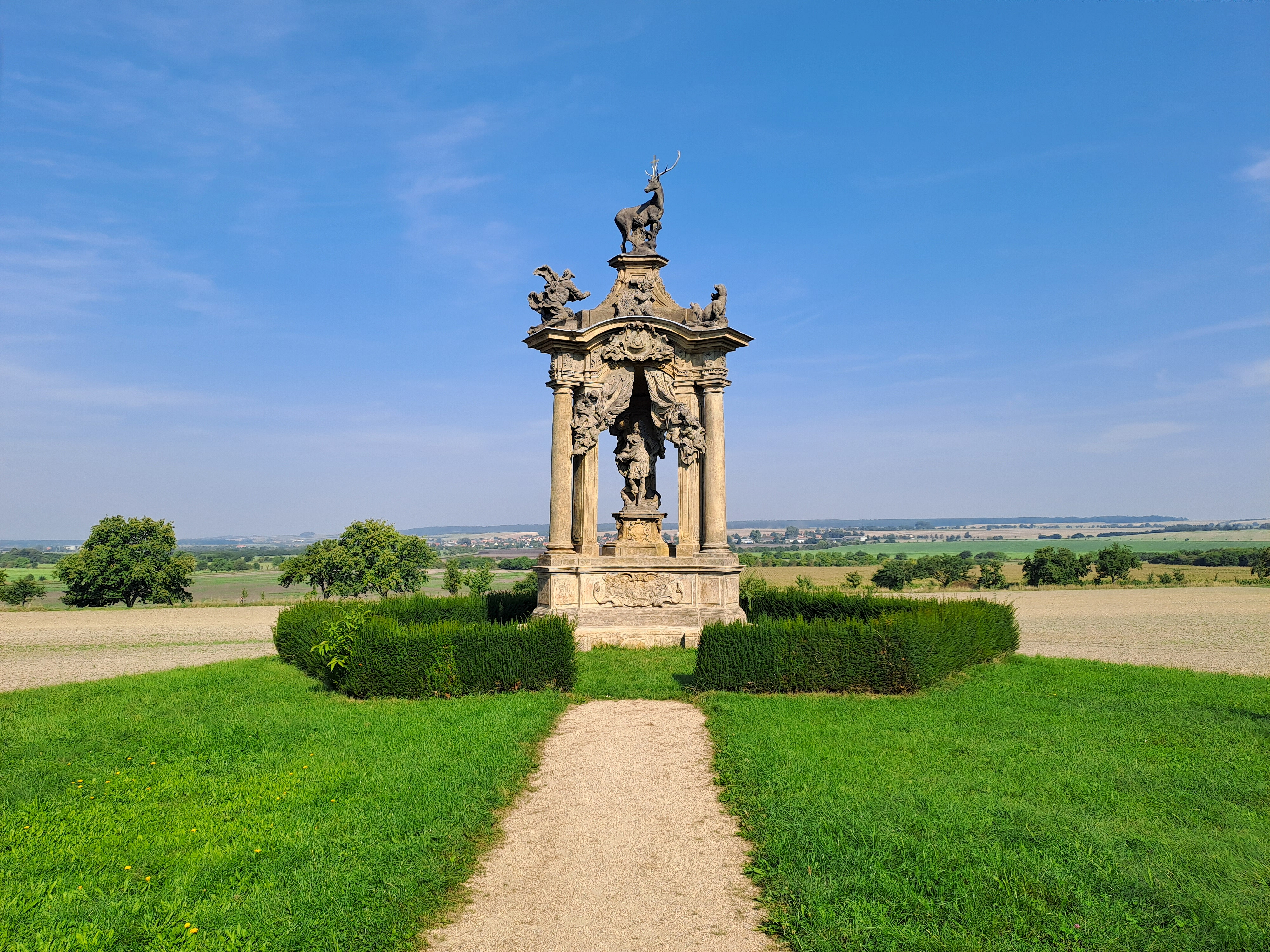
Pomník Karla VI. v Hlavenci

Pomník císaře Karla VI. stojí severovýchodě od vesnice. Monumentální pomník je vztyčen v místech, kde 3. listopadu 1723 přijal Karel VI. po slavnostním honu odznak řádu sv. Huberta. Předáním odznaku se chtěl hrabě František Antonín Špork zalíbit císaři a získat pro sebe vytoužený Řád zlatého rouna. Akci provázela složitá úřední jednání provázená intrikami. Nakonec však byl pomník v Hlavenci 4. listopadu 1725 šťastně dokončen a slavnostně odhalen za přítomnosti prince Emanuela Savojského[zdroj?]. Tuto událost hrabě Špork oslavil zhotovením pamětních medailí a mědirytin pro přátele doma i v zahraničí.
Autorem pomníku je Matyáš Bernard Braun a také český architekt František Maxmilian Kaňka. Kaňka pravděpodobně zhotovil masivní, 8,5m vysoký trojboký baldachýn se sloupy v římsko-dórském slohu, zatímco Braun kamenickou výzdobu včetně impozantní sochy Karla VI. Pomník je chráněn jak kulturní památka České republiky.

## Doprava
Dopravní síť
- Pozemní komunikace – Obcí prochází silnice III. třídy. Ve vzdálenosti 2 km vede dálnice D10 s exitem 17 (Hlavenec)

- Železnice – Železniční trať ani stanice na území obce nejsou. Nejbližší železniční stanicí je Stará Boleslav ve vzdálenosti 4 km ležící na trati 072 v úseku mezi Lysou nad Labem a Mělníkem.

Veřejná doprava 2011
- Autobusová doprava – Příměstské autobusové linky projíždějící obcí vedly do těchto cílů: Bělá pod Bezdězem, Benátky nad Jizerou, Bezno, Kropáčova Vrutice, Mladá Boleslav, Praha (dopravce TRANSCENTRUM bus, s. r. o.), Brandýs nad Labem-Stará Boleslav, Mečeříž (dopravce ČSAD Střední Čechy, a. s.).

## Galerie

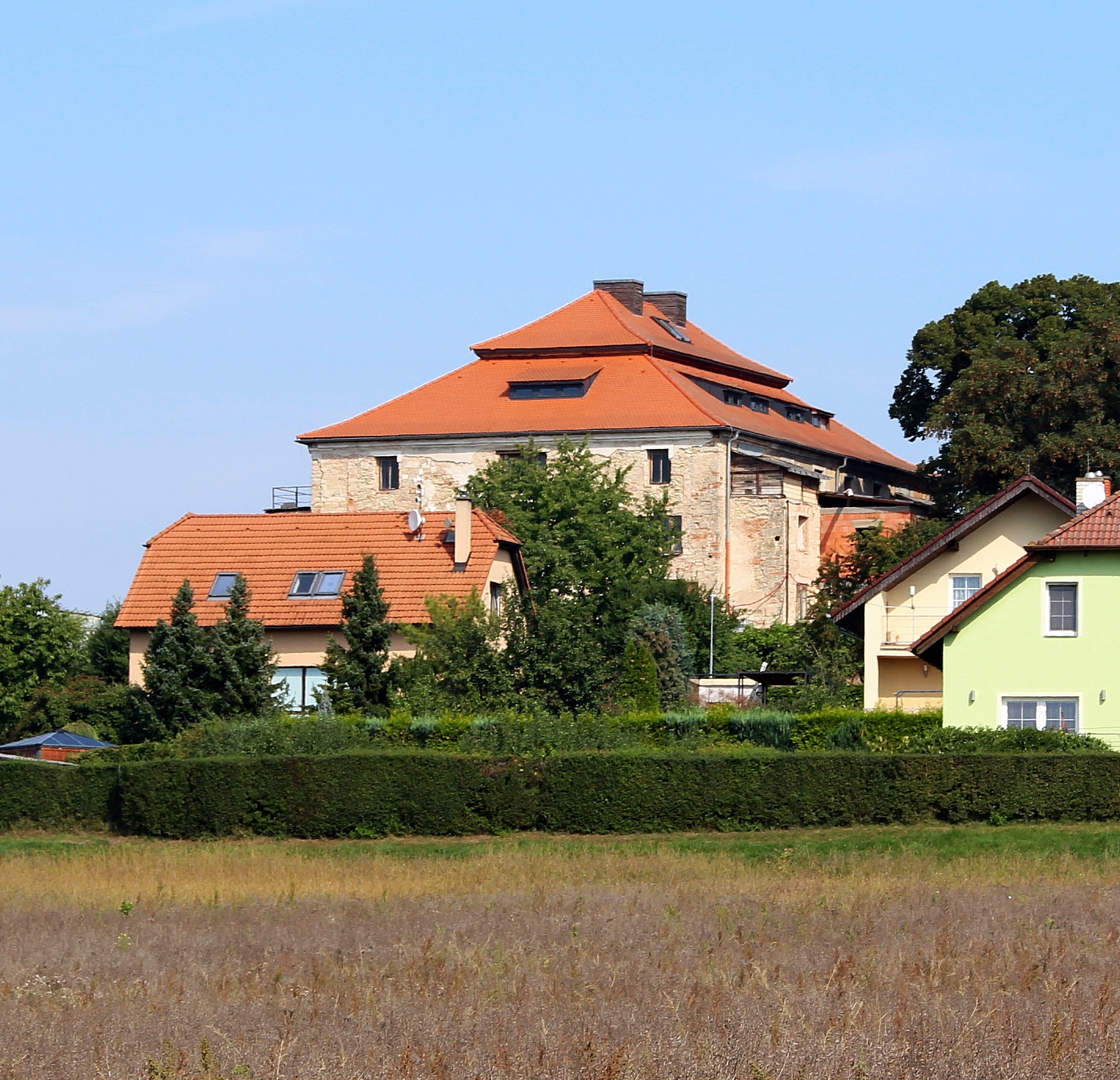
Zámek
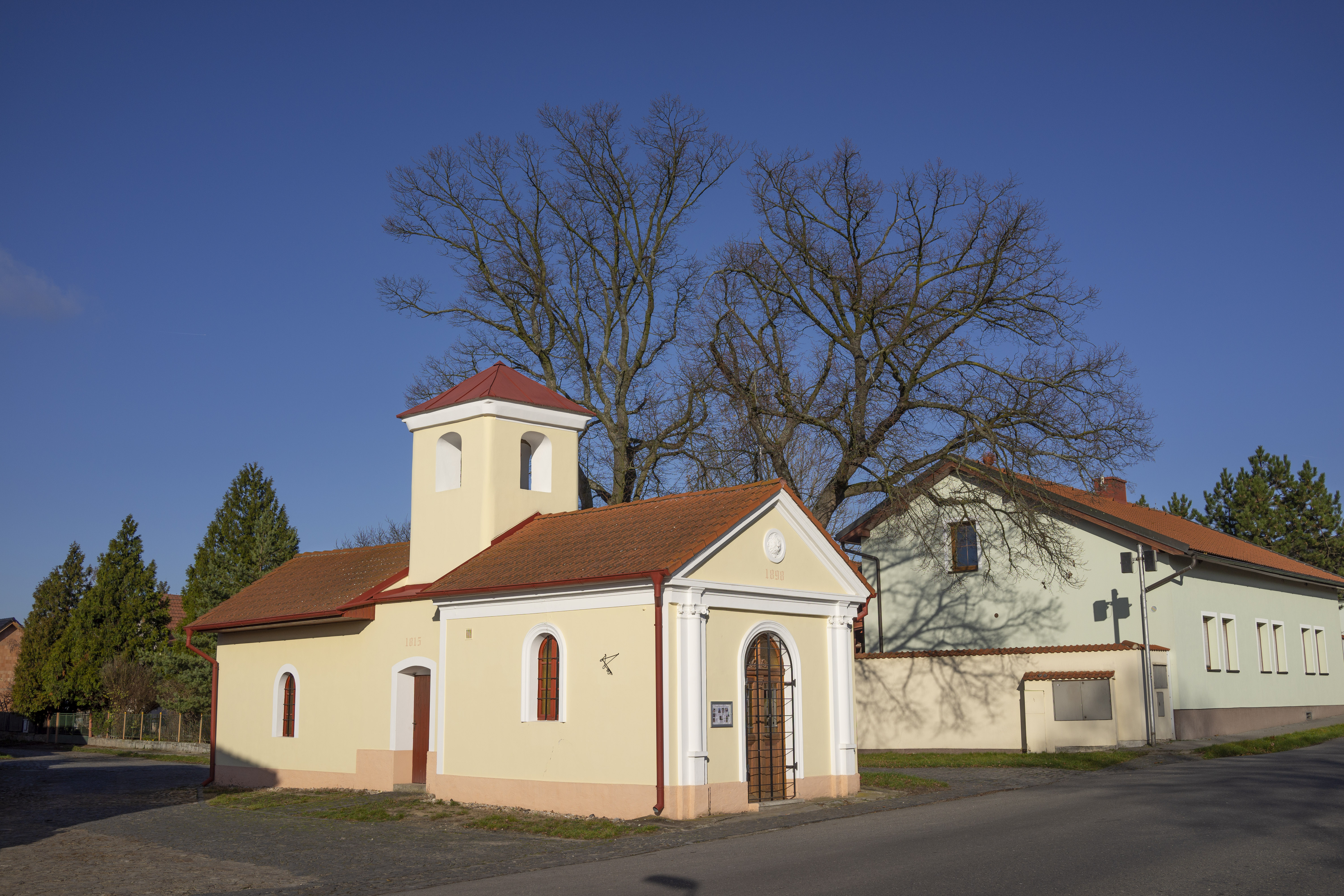
Kaplička se zvoničkou na návsi
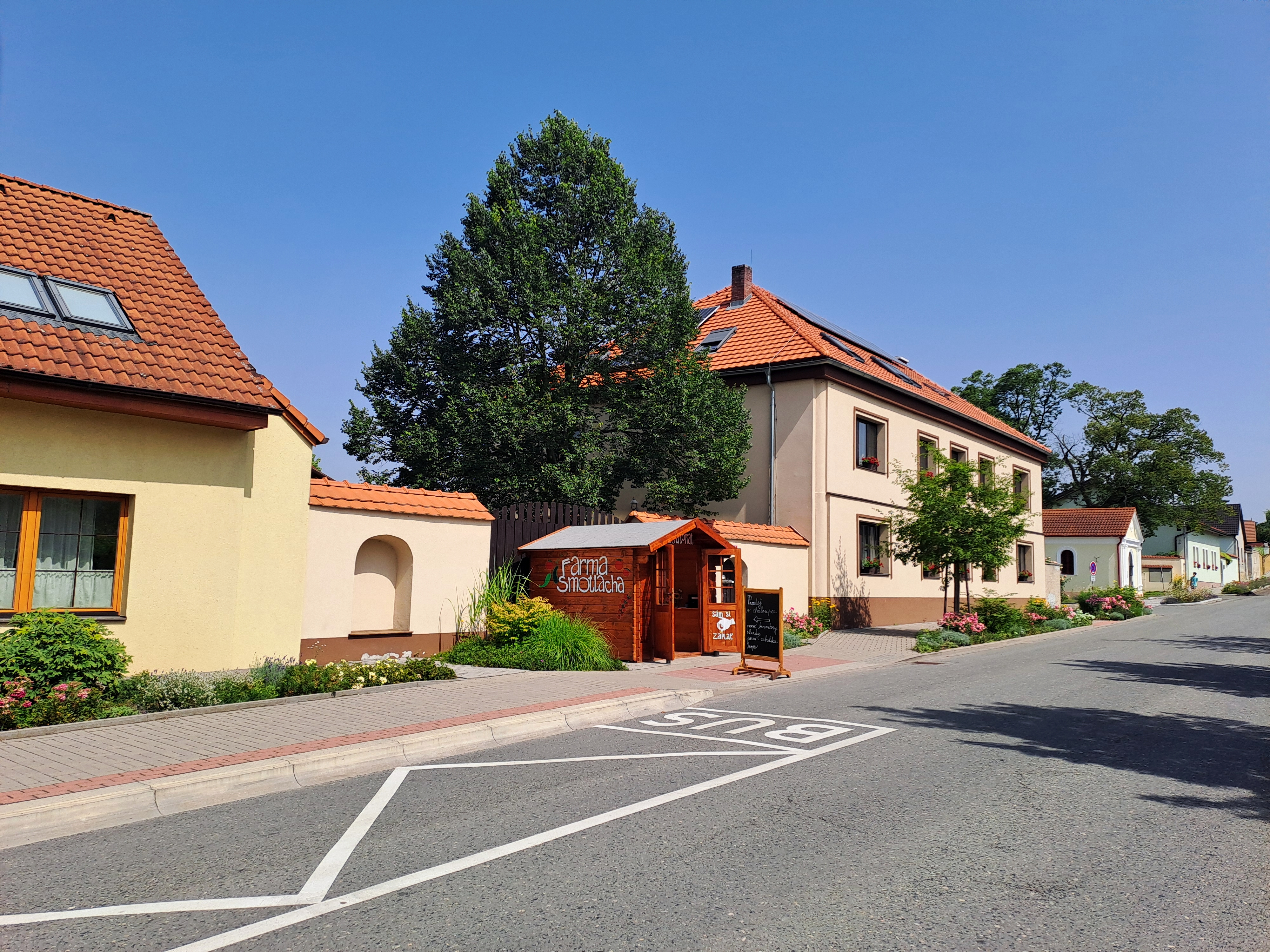
Farma Smotlacha
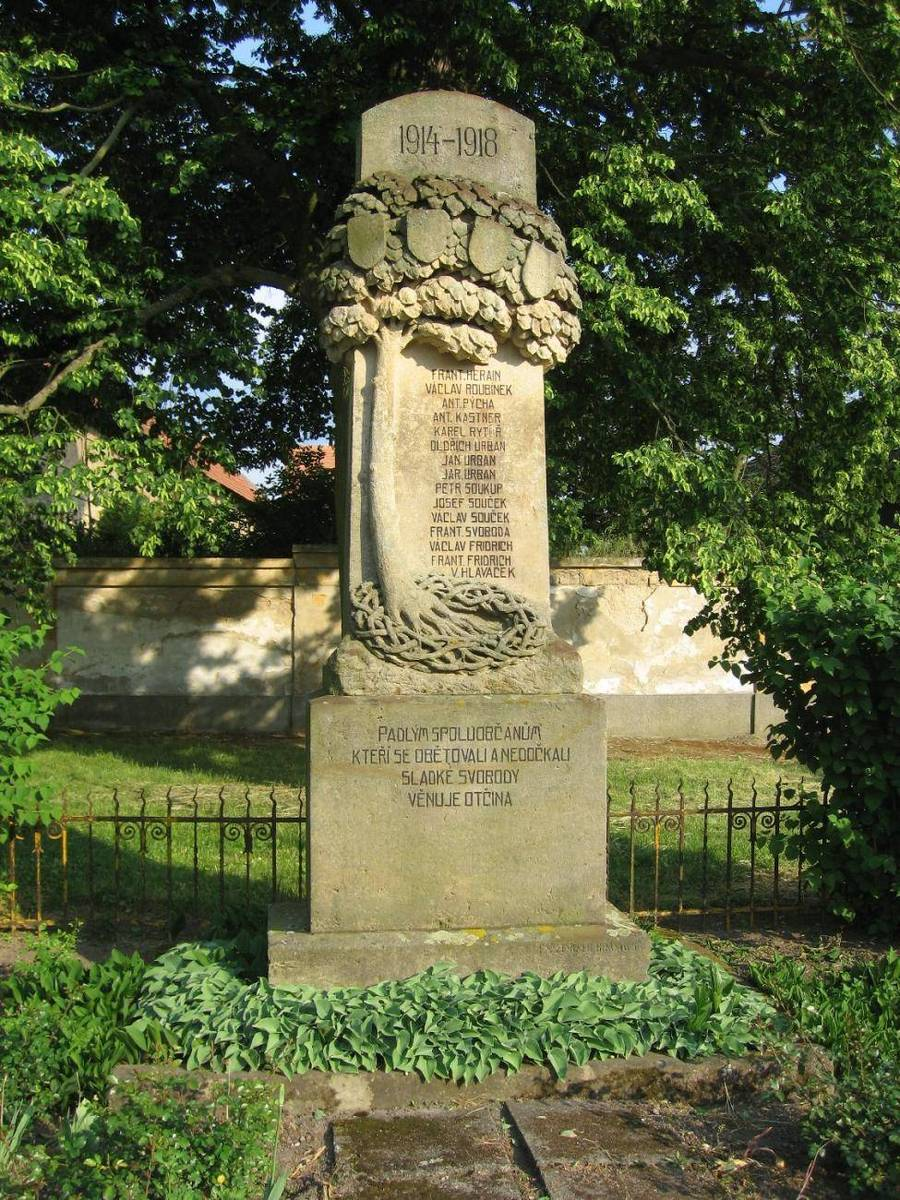
Pomník padlým v 1. světové válce
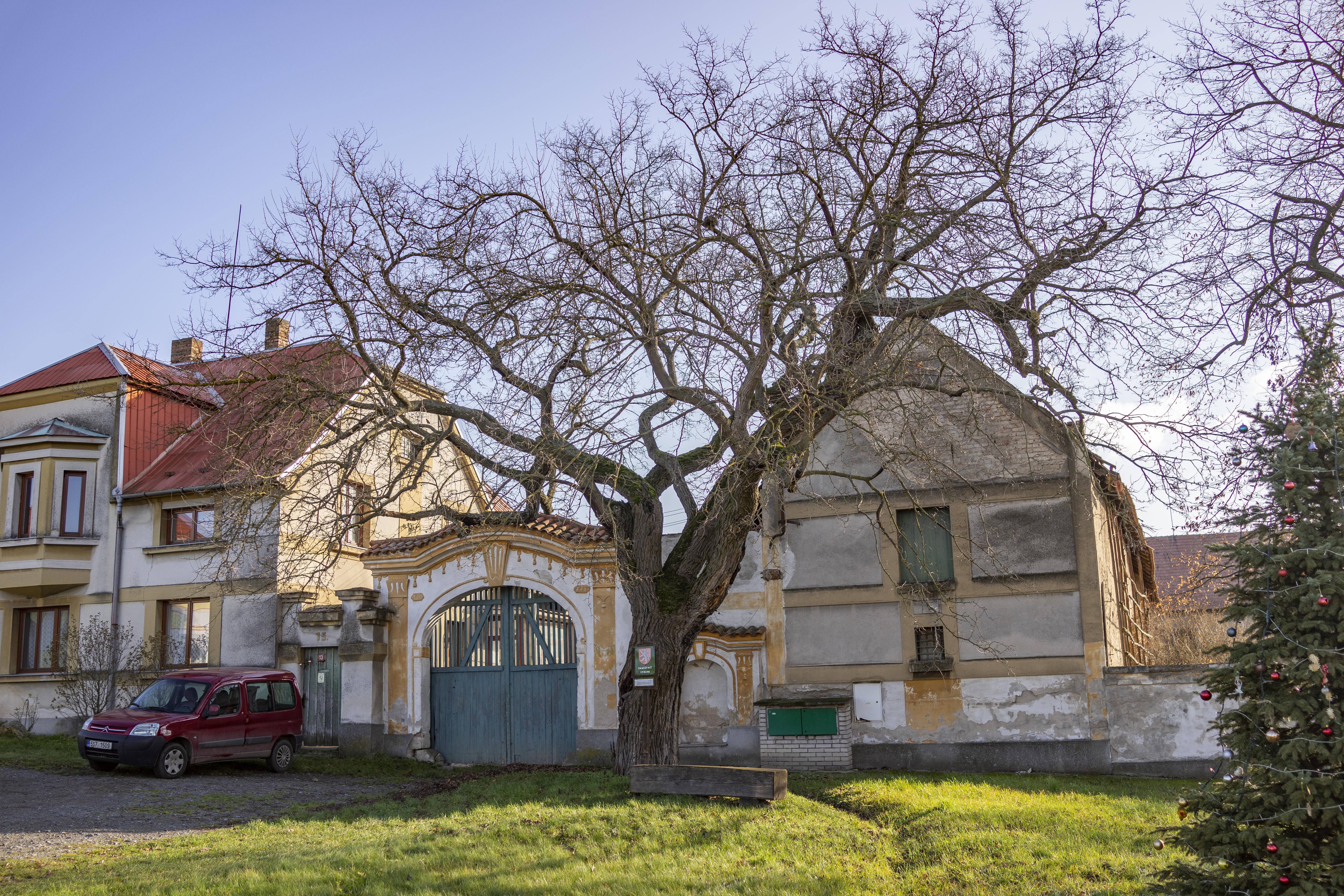
Památný morušovník bílý před usedlostí čp. 13 s památkově chráněnou bránou
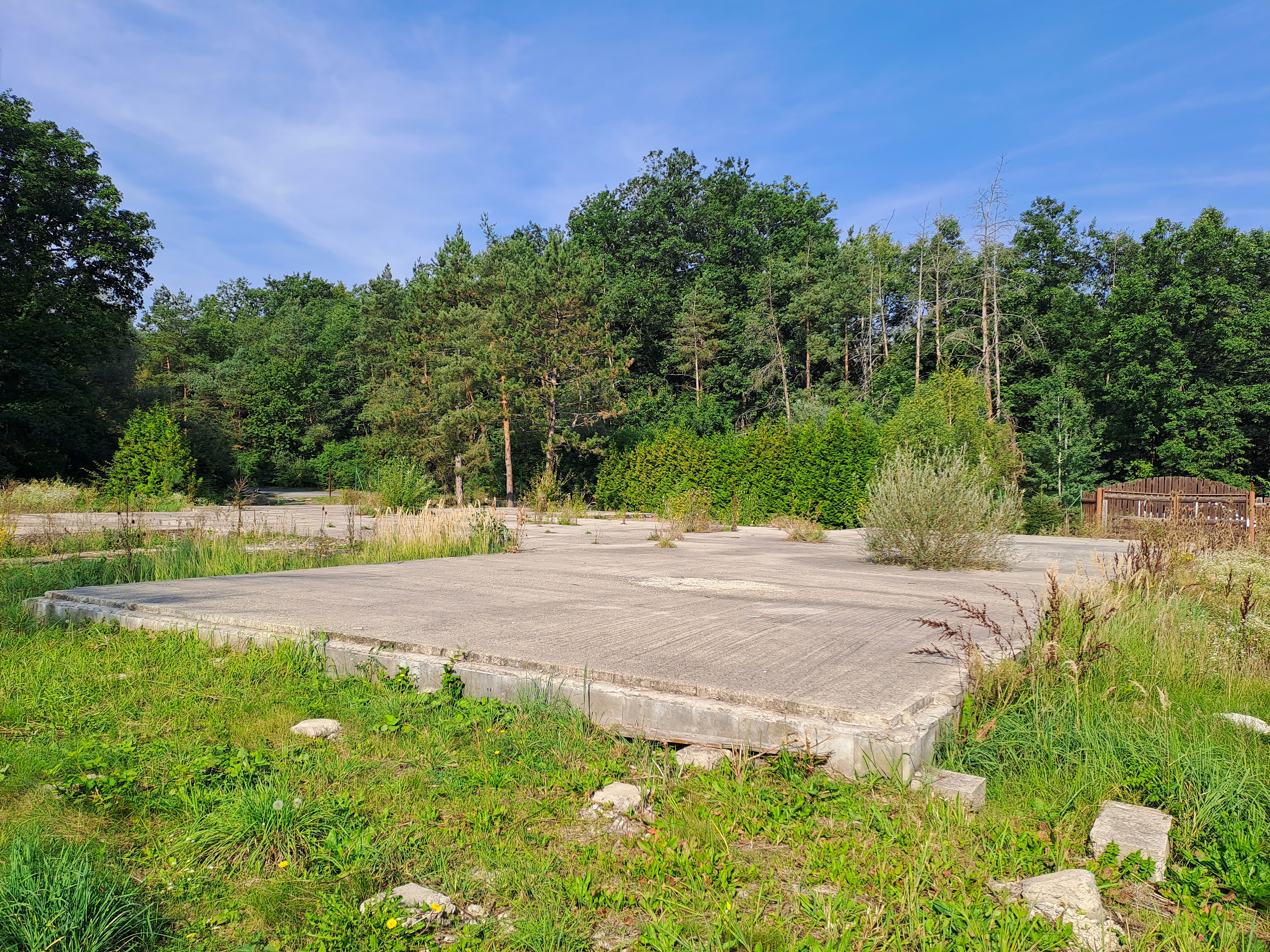
Zbytky zaniklého motorestu U čtyř kamenů na výjezdu z dálnice D10
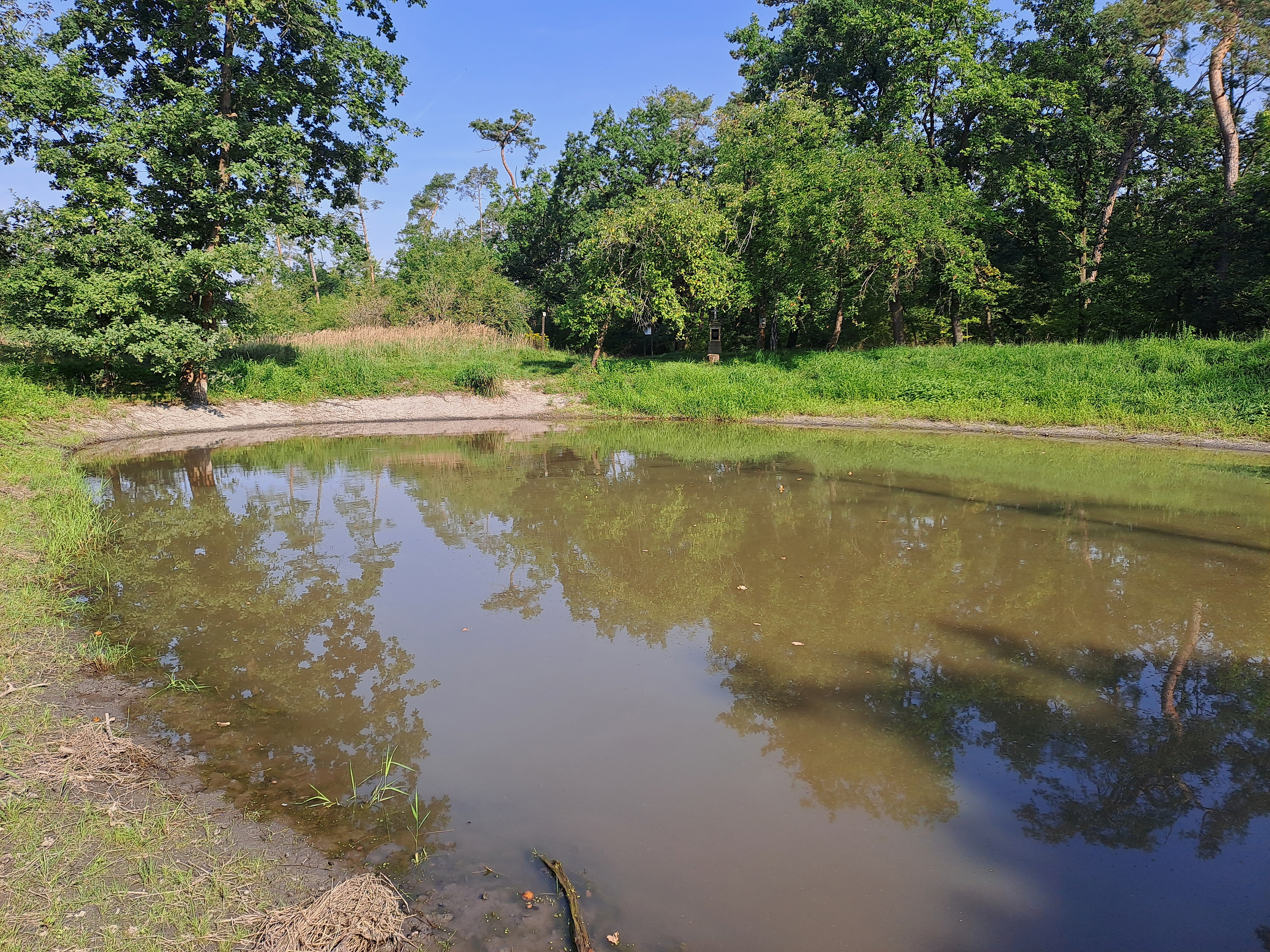
Lesní tůň Hulán